# Ángel Borlenghi
Ángel Gabriel Borlenghi (Buenos Aires, 18 marzo 1906 – Roma, 6 agosto 1962) è stato un sindacalista e politico argentino.

## Biografia
Figlio di un'umile famiglia di origine italiana stabilitasi nel quartiere di Nueva Pompeya, quartiere operaio di Buenos Aires, iniziò da giovane a militare nella locale sezione del Partito Socialista dove fu posto all'interno comitato direttivo. 
All'inizio del decennio infame, oltre a non avere richieste di base come la pensione, le ferie pagate, le assenze per malattia e il trattamento di fine rapporto, i dipendenti del commercio erano costretti a una giornata lavorativa estenuante, limitata solo dalla volontà del datore di lavoro. Questo tipo di abuso è stato esercitato sulla classe operaia in generale, ma si è espresso in modo più crudo nei sindacati meno organizzati.
Insieme a Vicente De Césare e José María Argaña, Borlenghi riorganizzò completamente Federación de Empleados de Comercio de la Capital Federal (Federazione degli Impiegati del Commercio della Capitale Federale), allora un piccolo sindacato, trasformandolo in poco tempo in uno dei più attivi ed influenti dell'Argentina.
Guidati da Borlenghi, gli impiegati del commercio furono tra i protagonisti della lotta per la legge inglese sul sabato (11.640), che fu promulgata il 7 ottobre 1932 e del disegno di legge 11.729 che riformava il codice di commercio introducendo il riconoscimento della malattia o dell'infortunio, le ferie retribuite, il trattamento di fine rapporto e il preavviso.
Nella seconda metà degli anni trenta Borlenghi vide accrescere il suo peso e la sua influenza all'interno della CGT, la principale centrale sindacale del paese. Nel dicembre 1942, con l'appoggio di Pérez Leirós e dei comunisti, fu nominato presidente della CGT imponendosi su Domenech. Ben presto però la vittoria di Borlenghi, che aveva marginalizzato i settori non socialisti, però spaccò letteralmente in due il sindacato che nel marzo 1943 si scisse in CGT n° 1, i cui principali leader erano Domenech e Almarza, e CGT n° 2, guidata da Pérez Leirós e Borlenghi. Nel luglio successivo, in seguito al golpe che rovesciò il presidente Ramón S. Castillo la CGT n° 2, che aveva guardato con favore al rovesciamento del regime corrotto e fraudolento di Castillo, fu sciolta dal nuovo governo militare. 
Nonostante il provvedimento, alcuni rappresentanti sindacali iniziarono a tessere un dialogo con il nuovo Segretario del Lavoro e della Previdenza Sociale, il colonnello Juan Domingo Perón per poter esercitare una forte influenza sulla politiche governative. All'epoca infatti solo il 10% circa della forza lavoro argentina era sindacalizzata e molti dirigenti sindacali videro un'opportunità unica in Perón, che ottenne il loro sostegno per la richiesta al presidente di trasformare la Segreteria del Lavoro in un ministero a livello di gabinetto. Altri sostennero l'idea di appoggiare Perón in una lista del Partito Laburista. Inizialmente però Borlenghi si oppose al dialogo con Perón. Nonostante le divergenze, i due s'incontrarono ed il sindacalista richiese al funzionario l'istituzione della pensione per gli impiegati del commercio, un battaglia che portava avanti da circa un decennio. Il 22 novembre 1944 fu istituito dal governo il regime di pensionamento per gli impiegati e gli operai del commercio con il decreto 31.665/44. Da quel momento Borlenghi divenne uno degli uomini più vicini e fidati di Perón.
L'ascesa di Perón, sempre più rafforzato dall'appoggio della CGT ormai riunificata, alimentò le rivalità all'interno del regime militare, che lo fece dimettere da Vicepresidente e arrestare il 9 ottobre. Convinti che fosse stato definitivamente messo da parte, una riunione di 24 leader sindacali decise di creare il loro Partito del Lavoro e di procedere con o senza Perón. Ci furono però due astensioni: il leader dei lavoratori delle telecomunicazioni Luis Gay e Borlenghi. Questi ultimi si riunirono con la fidanzata di Perón, Eva Duarte, ed organizzarono una manifestazione di massa per la sua liberazione ottenendo, al 17 ottobre, l'appoggio della maggior parte degli altri sindacati. Il successo della mobilitazione portò alla fondazione del Partito dei Lavoratori il 24 ottobre, con Perón come candidato. Borlenghi, ancora affiliato al Partito Socialista, si dimise quando il partito si unì a una coalizione di opposizione, l'Unione Democratica.
In seguito alla vittoria alle presidenziali del 1946, Perón ricompensò Borlenghi con la nomina a Ministro degli Interni e della Giustizia. La carica gli avrebbe dato la possibilità di controllare i tribunali, l'applicazione della legge e il potere di controllo sulla maggior parte delle strategie politiche. Si mosse rapidamente per portare avanti l'agenda del presidente, organizzando un congresso del Partito Laburista allo scopo di ricostituirlo come Partito Peronista, nel 1947, e ordinò l'acquisto di una quota di maggioranza dell'editore Haynes Publishing, che pubblicava alcune testate filo-governative tra cui El Laborista ed El Mundo. Avendo poi pieni poteri sulla Policía Federal Borlenghi fece imprigionare numerosi esponenti dell'opposizione, alcuni dei quali furono portati negli scantinati dell'ospedale Ramos Mejía di Buenos Aires e sottoposti a torture.
Nel 1951 Borlenghi creò il Consiglio di Sicurezza Federale, sotto la cui giurisdizione sarebbero ricadute la Gendarmeria Nazionale e la Prefettura Navale, fino ad allora inquadrate nelle forze armate. Di fronte a tali misure, alcuni esponenti dell'opposizione cominciarono ad aprire un dialogo con il potente ministro degli Interni che acconsentì alla liberazione di alcuni importanti dirigenti tra cui l'ex ministro delle Finanze Federico Pinedo.
Forte dei successi elettorali ed economici ottenuti nel 1954, Perón iniziò a rinunciare alle sue relazioni fino ad allora amichevoli con la Chiesa cattolica, entrando in aperto contrasto con l'Azione cattolica. Borlenghi inizialmente si oppose al confronto con i vertici del cattolicesimo argentino, tuttavia, seguendo le direttive di Perón, fece chiudere El Pueblo, il principale periodico cattolico. Un gesto seguito dalla legalizzazione del divorzio e della prostituzione da parte del governo peronista il 22 dicembre. 
Alla fine, come aveva avvertito Borlenghi, la lotta di Perón con la Chiesa lese irrimediabilmente la lealtà della maggior parte dei militari verso il governo. Il bombardamento di Plaza de Mayo del 16 giugno 1955 durante un comizio peronista da parte dell'aviazione argentina (con un saldo di 364 morti) illustrò brutalmente questa crisi e il 29 giugno il presidente tentò di riprendere il controllo revocando lo stato d'assedio, in vigore dal 1953, e sostituendo vari ministri tra cui Borlenghi. I successivi cambi di strategia e di retorica si rivelarono però del tutto inutili: Perón fu rovesciato tre mesi dopo. Nel frattempo, lasciata per sempre l'Argentina, Borlenghi sbarcò a Montevideo dove fu vittima di un attentato dal quale uscì illeso. Dopo un soggiorno a L'Avana, dove rimase fino al 1961, cercò di trasferirsi nella Spagna franchista, dove però gli fu rifiutato l'ingresso a causa del suo appoggio ai repubblicani. Riparò quindi in Italia, morì a Roma a causa di una polmonite. I suoi resti sono stati rimpatriati nel 1996 e riposano nel cimitero della Chacarita di Buenos Aires.